# Zentrum für Zeithistorische Forschung
Le Zentrum für Zeithistorische Forschung (ZZF) (Centre de recherche sur l'histoire du temps présent) est un institut interdisciplinaire de recherche sur l'histoire très contemporaine de l'Allemagne et de l'Europe ayant son siège à Potsdam (Allemagne).

## Historique
Le ZZF fut créé en 1996, ressortant du domaine de recherche « Études sur l'histoire du temps présent » fondé après l'unification de l'Allemagne par la Société Max-Planck en 1992. Tandis que le land Brandebourg a commandité l'équipement de base du Centre, les projets étaient financés par la Deutsche Forschungsgemeinschaft (fondation allemande pour la recherche) et par d'autres fondations diverses. Dès 2009 le Centre est membre de la Leibniz-Gemeinschaft (Communauté scientifique G. W. Leibniz).
Le ZZF est actuellement dirigé par les historiens Martin Sabrow et Frank Bösch.

## Recherche
La recherche sur l'histoire comparée de l'Allemagne divisée d'une perspective européenne est au cœur du travail scientifique du Centre, ainsi qu’une comparaison des dictatures en Europe orientale après-guerre, et les transformations de l'histoire de la mémoire européenne.
Le Centre collabore également avec les universités de la région de Berlin et de Brandebourg de façons diverses : il contribue à l'enseignement, à la formation de doctorants et à l’organisation conjointe des colloques et des séminaires scientifiques. Il est également chargé de la coordination des tâches des musées et des lieux commémoratifs.
En outre, le Centre dispose d’un programme international des chercheurs invités et d'une coopération étroite avec des universités et des centres de recherche à l'intérieur du pays et à l'étranger. Le ZZF est – ainsi que l'Institut d'histoire du temps présent (IHTP) et l'École des hautes études en sciences sociales (EHESS) – membre du réseau de recherche européen de l'histoire contemporaine « EurHistXX ».

## Publications
Au-delà de la recherche le Centre ZZF met en valeur l'importance de diffusion de savoir au public spécialisé. Avec ses conférences, ses colloques, les workshops, et les sites web multimédiaux il contribue également à l'éducation historique et politique et aux discours publics sur le sujet de l'histoire du temps présent.

Le Centre dirige deux séries des monographies : « Zeithistorische Studien » et « Geschichte der Gegenwart ». L'almanach « ZeitRäume » donne un panorama sur la diversité des recherches menées au sein du Centre ZZF.
Le portail web « Zeitgeschichte-online » rendit le Centre le plus grand fournisseur des informations spécialisées dans le domaine de l’histoire du temps présent sur l’internet en Allemagne. Le ZZF édite également la revue scientifique électronique « Zeithistorische Forschungen / Studies in Contemporary History » (Recherches sur l’histoire du temps présent). Simultanément la revue est imprimé dans la maison d’édition Vandenhoeck & Ruprecht et se veut un forum pour l’histoire allemande, européenne et globale du XXe siècle.
En collaboration avec la Bundeszentrale für politische Bildung (Centre fédéral pour l'éducation politique) et avec Deutschlandradio, le ZZF créa les sites web sur l’insurrection ouvrière du 17 juin 1953 en RDA. Le site web Ungarn1956.de conçu par le Centre en collaboration avec la Fondation fédérale allemande pour la recherche sur la dictature du SED et avec le Collegium Hungaricum Berlin informe sur les raisons et les effets de la révolution hongroise en 1956.

## Sélection de collaborateurs actuels et anciens
- Ralf Ahrens
- Klaus Jochen Arnold
- Simone Barck
- Udo Baron
- Jan C. Behrends
- Rüdiger Bergien
- Jürgen Danyel
- Jens Gieseke (de)
- Olaf Groehler
- Rüdiger Hachtmann
- Enrico Heitzer
- Hans-Hermann Hertle
- Béatrice Heuser
- Peter Hübner
- Renate Hürtgen
- Petra Kabus
- Thomas Klein
- Árpád von Klimó
- Scott Krause
- Sabine Kuder
- Thomas Lindenberger
- Siegfried Lokatis
- Andreas Ludwig
- Ulrich Mählert
- Thomas Mergel
- Maren Möhring
- Bodo Mrozek
- Dietrich Mühlberg
- Christian Th. Müller
- Joachim Petzold
- Jörg Roesler
- Susanne Schattenberg
- René Schlott[2],[3]
- Wilhelm Heinz Schröder
- André Steiner
- Bernd Stöver